# Coppa araba 1982
La Coppa araba 1982 (كأس العرب 1982) sarebbe dovuta essere la quarta edizione della Coppa araba, competizione calcistica per nazionali organizzata dalla UAFA. La competizione si sarebbe dovuta disputare in Libano, ma fu abbandonata a causa dello scoppio della Guerra del Libano.
La UAFA organizzò questa competizione dal 1963 al 2012 a cadenza variabile. Sebbene la competizione non sia stata ufficialmente cancellata, non ci più eventi dal 2012: si sono avute in totale 9 edizioni più 2 edizioni annullate (l'edizione del 1982 a causa della Guerra del Libano, mentre quella del 2009 per mancanza di sponsor). Durante la lunga interruzione che si è avuta tra il 1966 e il 1985, il torneo fu rimpiazzato (o rinominato) dalla Coppa della Palestina, di cui tre edizioni si giocarono negli anni '70. L'edizione del 1992 è stata parte integrante dei giochi arabi disputati in Siria.